# 中国电影导演协会2011年度表彰大会
中国电影导演协会2011年度表彰大会是中国电影导演协会对2011年中国电影给予的表彰，於2012年3月9日公布入围名单，共24部电影作品。3月25日公布提名名单，4月8日表彰大会在北京举行。

## 表彰項目
- 年度导演
- 年度影片
- 年度青年导演
- 年度编剧
- 导演眼中的年度男演员
- 导演眼中的年度女演员
- 终身成就导演
- 年度港台导演

## 评委会
初评委员由著名导演郑洞天领衔，王红卫、李虹、郦红、常征组成。首先，由初评委员会从报名的影片中筛选出不超过30部优秀作品，确定入围名单。其次，导演协会的所有会员投票，从这近30部影片中为每个项目提名5部电影或个人。接下来由终评委员会主席田壮壮和他带领的8名评委投票，确定荣誉的归属。终身成就导演和年度港台导演这两个荣誉不用评选，直接由导演协会执委会决定。

## 入围作品
- 《让子弹飞 》
- 《非诚勿扰2》
- 《观音山》
- 《云下的日子》
- 《刀见笑》
- 《碧罗雪山》
- 《在一起》
- 《跟踪孔令学》
- 《最爱》
- 《郎在对门唱山歌》
- 《岁岁清明》
- 《孩子那些事儿》
- 《秋之白华》
- 《魁拔之十万火急》
- 《钢的琴》
- 《归途列车》
- 蛋炒饭》
- 《李献计历险记》(动画版 真人版)
- 《倭寇的踪迹》
- 《转山》
- 《Hello！树先生》
- 《失恋33天》
- 《太阳总在左边》
- 《这里，那里》

## 提名及表彰名单
为最终表彰获得者
| 表彰项目             | 姓名         | 电影              |
| -------------------- | ------------ | ----------------- |
| 年度导演             | 姜文         | 《让子弹飞》      |
| 年度导演             | 张猛         | 《钢的琴》        |
| 年度导演             | 滕华涛       | 《失恋33天》      |
| 年度导演             | 冯小刚       | 《非诚勿扰2》     |
| 年度导演             | 顾长卫       | 《最爱》          |
| 年度影片             | -            | 《让子弹飞》      |
| 年度影片             | -            | 《钢的琴》        |
| 年度影片             | -            | 《失恋33天》      |
| 年度影片             | -            | 《非诚勿扰2》     |
| 年度影片             | -            | 《最爱》          |
| 年度青年导演         | 杜家毅       | 《转山》          |
| 年度青年导演         | 李玉         | 《观音山》        |
| 年度青年导演         | 张猛         | 《钢的琴》        |
| 年度青年导演         | 韩杰         | 《Hello！树先生》 |
| 年度青年导演         | 徐浩峰       | 《倭寇的踪迹》    |
| 年度编剧             | 张猛         | 《钢的琴》        |
| 年度编剧             | 朱苏进       | 《让子弹飞》      |
| 年度编剧             | 鲍鲸鲸       | 《失恋33天》      |
| 年度编剧             | 苏小卫       | 《秋之白华》      |
| 年度编剧             | 王朔、冯小刚 | 《非诚勿扰2》     |
| 导演眼中的年度男演员 | 葛优         | 《让子弹飞》      |
| 导演眼中的年度男演员 | 王千源       | 《钢的琴》        |
| 导演眼中的年度男演员 | 文章         | 《失恋33天》      |
| 导演眼中的年度男演员 | 周润发       | 《让子弹飞》      |
| 导演眼中的年度男演员 | 郭富城       | 《最爱》          |
| 导演眼中的年度女演员 | 章子怡       | 《最爱》          |
| 导演眼中的年度女演员 | 范冰冰       | 《观音山》        |
| 导演眼中的年度女演员 | 秦海璐       | 《钢的琴》        |
| 导演眼中的年度女演员 | 白百何       | 《失恋33天》      |
| 导演眼中的年度女演员 | 舒淇         | 《非诚勿扰2》     |
| 终身成就导演         | 吴贻弓       | -                 |
| 年度港台导演         | 杜琪峰       | -                 |